# گروهان قهرمانان ۲
گروهان قهرمانان ۲ یک بازی رایانه‌ای در سبک استراتژی هم‌زمان است که توسط رلیک انترتینمنت توسعه یافته و به‌وسیلهٔ شرکت سگا برای مایکروسافت ویندوز، مک‌اواس و لینوکس منتشر شده‌است. این بازی ادامه بر بازی گروهان قهرمانان است که در سال ۲۰۰۶ منتشر شده است.